# セイヨウショウロ
セイヨウショウロ（西洋松露、学名: Tuber spp.）は、子嚢菌門のチャワンタケ目セイヨウショウロ科セイヨウショウロ属に属するきのこの総称。子嚢果（子実体）は、いわゆる世界三大珍味の一つに数えられるトリュフ（仏: truffe、英: truffle）の名で高級食材として知られる。

## 形態
通常のきのことは外観が大きく異なり、かさ・ひだ・柄を欠き、ゆがんだ球状ないし塊状をなす。外面は黒色・赤褐色・灰白色・クリーム色など、種の違いや成熟の程度によってさまざまな色調を呈し、角錐状の小突起を密生してごつごつした外観を示すものや、僅かにざらつく程度でほぼ平滑なものなどがあり、しばしば不規則な亀裂を生じることがある。内部は初めは淡い灰色ないしほぼ白色を呈するものが多いが、成熟するとともにより暗色となり、多くは黒っぽい地に不規則で淡色の脈を生じ、全体としては大理石状の模様を形成する。また、成熟するに伴い、特有の芳香を発するものが多い。老熟すると大理石状の模様は不明瞭になり、香りも弱くなる。
成熟に伴って、子実体の内部には歪んだ嚢状の子嚢が無数に形成され、その内部に1-数個の子嚢胞子が作られる。子嚢胞子は一般に褐色を帯び、その表面には網目状あるいは棘状の突起が形成されるが、1つの子嚢当りの子嚢胞子の形成数・子嚢胞子の形と大きさ・胞子表面の突起の形質などは、種レベルでの分類に際して重要な特徴と見なされている。子嚢には、胞子を射出させるための構造が分化しておらず、成熟した段階で子嚢壁が溶解することによって子嚢胞子の分散が行われる。

## 生態
外生菌根性の子嚢菌類であり、広葉樹の根に菌根をつくる。子実体は周年にわたり、少なくとも初期には地下（深さはおおむね5 - 40センチメートル程度）に形成されるが、やがて成熟するとしばしば地上に現れる。胞子の分散には、哺乳類（リス・ノネズミ・モモンガその他）やある種のハエ（たとえばAnisotoma cinnamomea Panzer、あるいは俗にトリュフバエmouches à truffe と呼ばれるSuillia pallida Fallénなど）が関与しているといわれている。
少なくともセイヨウショウロ属（Tuber）に含まれる種はすべてが外生菌根を形成し、ナラ属や、ブナ属・カバノキ属・ ハシバミ属・クマシデ属・ヤマナラシ属あるいはマツ属などの樹木の細根と共生している。また、ハンニチバナ科に属するハンニチバナ属（Helianthemum）やゴジアオイ属（Cistus）などの植物の多くもまた、セイヨウショウロ属の菌との間で外生菌根を形成する。
Terfezia 属についてはカヤツリグサ科ヒゲハリスゲ属（Kobresia）の一種や、ハンニチバナ属のいくつかの種との間に共生関係を持つとの報告があるが、菌根の形態は Tuber 属のものとは異なるという。
雷の落ちた場所ではトリュフがよく育つ事が経験的に知られているが、これは落雷による高電圧の印加により窒素が固定され、生じた亜硝酸塩が養分になるからとする研究がある。

## 食用
香りが楽しまれる食材となり、採取されたばかりのものよりも、数日間ほど冷蔵保存すると香りが強くなる。主にスライスしてパスタにかけて利用したり、サラダに加えて食べる。
黒トリュフの最高級とされているのがフランスのペリゴール地方産のものだといわれる。これは、キャビア、フォアグラと並ぶ「世界三大珍味」とされるもので、「黒いダイヤモンド」の異名でもよばれている。香りが命であるが、加熱しないと香りが立たない。
白トリュフは黒トリュフよりもさらに高級といわれており、黒トリュフより白トリュフのほうが香りが強いため高価である。イタリアのピエモンテ地方産のものが有名。イタリアでは米びつに入れて保存し、香りが移った米でリゾットを作ることもある。

## 種類
- クロアミメセイヨウショウロ（Tuber aestivum）- 黒トリュフの一種。日本にも産することが知られている[1]。
- ウスキセイヨウショウロ（Tuber flavidosporum）- 日本にも産する白トリュフの一種。子囊の中に胞子が1個ずつ入っている。
- アジアクロセイヨウショウロ（Tuber himalayense）- 黒トリュフの一種。イボセイヨウショウロと外見は酷似するが、胞子に違いが見られる。
- キチャセイヨウショウロ（Tuber iryudaense）
- ホンセイヨウショウロ（Tuber japonicum）- 日本特産の白トリュフの一種。子囊の中に胞子が2個ずつ入っている。
- イボセイヨウショウロ（Tuber longispinosum、シノニム: Tuber indicum）- 直径が2 - 3cmの球形で、表面が黒色のイボに覆われている。断面は大理石のような縞模様が見える[1]。中国のほか、日本にも産することが知られている[1]。
- オオミノセイヨウショウロ（Tuber macrosporum）
- ウスチャセイヨウショウロ（Tuber maculatum）
- シロセイヨウショウロ（Tuber magnatum）- イタリア産が有名な高級食材「白トリュフ」として知られる。人工栽培は確立されていない。
- ペリゴール・トリュフ（Tuber melanosporum）- フランス産の有名食材「黒トリュフ」として知られる。ヨーロッパや米国で人工栽培もされている。
- ウロイボセイヨウショウロ（Tuber pseudoexcavatum）
- チャセイヨウショウロ（Tuber tomentosum）